# بانتانال
 البَنتَنال أو (نقحرة: بانتانال) منطقة مدارية رطبة و واحدة من أكبر مناطق مستنقعات العالم من البرك الضحلة و المراعي الممتدة، لا سيما داخل البرازيل في ماتو غروسو دو سول/ ولكنه يمتد إلى ماتو غروسو وأجزاء من بوليفيا والبرغواي ، اسم «بنتنال» يأتي من كلمة البرتغالية pântano، وهي تعني الأراضي الرطبة أو المستنقعات. ومن أوائل الأشخاص الذين طالبوا بحماية هذه الأراضي الرطبة الرئيس الأمريكي الأسبق ثيوودور روزفلت الذي قام بزيارة إلى مستنقعات البَنتَنال بين عامي 1913-1914.